# Aubrey (Texas)
Aubrey è un centro abitato degli Stati Uniti d'America, situato nella contea di Denton dello Stato del Texas. La popolazione era di 2 595 persone al censimento del 2010.

## Geografia fisica
Aubrey è situata a 33°18′26″N 96°59′02″W. Si trova 12 miglia (19 km) a nord di Denton.
Secondo lo United States Census Bureau, ha un'area totale di 2,6 miglia quadrate (6,8 km²), di cui 2,6 miglia quadrate (6,7 km²) di terreno e 0,019 miglia quadrate (0,05 km²), o 0,73%, d'acqua.

## Società

### Evoluzione demografica
Secondo il censimento del 2000, c'erano 1 500 persone, 559 nuclei familiari e 418 famiglie residenti nella città. La densità di popolazione era di 720,4 persone per miglio quadrato (278,4/km²). C'erano 597 unità abitative a una densità media di 286,7 per miglio quadrato (110,8/km²). La composizione etnica della città era formata dal 92,5% di bianchi, lo 0,5% di afroamericani, lo 0,7% di nativi americani, lo 0,5% di asiatici, il 4,7% di altre razze, e l'1,1% di due o più etnie. Ispanici o latinos di qualunque razza erano il 6,7% della popolazione.
C'erano 559 nuclei familiari di cui il 40,6% aveva figli di età inferiore ai 18 anni, il 60,5% erano coppie sposate conviventi, il 10,0% aveva un capofamiglia femmina senza marito, e il 25,2% erano non-famiglie. Il 20,8% di tutti i nuclei familiari erano made up of family's e il 6,6% aveva componenti con un'età di 65 anni o più che vivevano da soli. Il numero di componenti medio di un nucleo familiare era di 2,68 e quello di una famiglia era di 3,13.
La popolazione era composta dal 29,3% di persone sotto i 18 anni, l'8,7% di persone dai 18 ai 24 anni, il 33,3% di persone dai 25 ai 44 anni, il 19,7% di persone dai 45 ai 64 anni, e il 9,1% di persone di 65 anni o più. L'età media era di 31 anni. Per ogni 100 femmine dai 18 anni in giù, c'erano 96,8 maschi.
Il reddito medio di un nucleo familiare era di 41.131 dollari, e quello di una famiglia era di 46 190 dollari. I maschi avevano un reddito medio di 31 367 dollari contro i 23 594 dollari delle femmine. Il reddito pro capite era di 19 176 dollari. Circa il 5,8% delle famiglie e il 9,2% della popolazione erano sotto la soglia di povertà, incluso l'8,8% di persone sotto i 18 anni e il 10,1% di persone di 65 anni o più.